# 3821-es mellékút (Magyarország)
A 3821-es számú mellékút egy közel 30 kilométer hosszú mellékút Szabolcs-Szatmár-Bereg vármegye északnyugati részén; a Tisza bal parti településeit tárja fel Rakamaz és Nagyhalász között. Nyomvonalát több helyen is egészen megközelítik a Tiszáról annak szabályozásakor leválasztott – ma értékes, ritka állat- és növényfajok élőhelyeként funkcionáló – holtágak; közelében emelkedik továbbá a térség értékes kultúrtörténeti-régészeti emlékének számító szabolcsi földvár.

## Nyomvonala
Korábban Rakamaz központjában indulhatott, a 38-as főút régi nyomvonalából észak felé kiágazva, annak – a mai kilométer-számozása szerint – a 12+600-as kilométerszelvénye táján lévő körforgalmú csomópontból kilépve. [Régebben ugyanis a főút Rakamaz nyugati külterületei között a mainál kissé délebbre húzódó, jelenleg is azonosítható útvonalon: ma is meglévő műtárgyakon át, majd a Szent István úton érte el e település központját. A főút itteni vonalvezetése eddig tisztázatlan időpontban (ám valamikor 2001 előtt) került a korábbinál északabbi nyomvonalra, s a változás nyilván összefügg azzal is, hogy az akkoriban várossá nyilvánított Rakamaz centrumában a Szent István út egy rövid szakaszát sétálóutcává minősítették át.]
2022-es állapot szerint így pontosan a 300-as méterszelvényénél kezdődik, a 38-as főútból észak felé kiágazva, Kossuth út néven, és nem sokkal az első kilométerén túljutva ki is lép a kisváros belterületéről. 2,2 kilométer után Timár határai közé ér, e községet 2,7 kilométer után éri el, a Szabadság utca nevet felvéve; a központban és attól északra pedig már Kossuth utca a neve, így éri el a belterület északkeleti szélét is, nagyjából 4,5 kilométer megtételét követően. Ahogy kilép Timár lakott részei közül, néhány száz méteren át egy igen gazdag élővilágú Tisza-holtág kanyarívét követi, ott egy madármegfigyelő kilátótorony is várja a helyi fauna iránt érdeklődő arra járókat.
5,6 kilométer után szeli át Szabolcs határát, e falu első házait 6,1 kilométer után éri el, melyek közt Szabolcs vezér utca lesz a neve. A több mint ezeréves múltú község fő látnivalóihoz, köztük a szabolcsi földvárhoz vezető Petőfi utca nagyjából 6,5 kilométer után ágazik ki belőle, észak felé, maga a 3821-es út pedig kicsivel a hetedik kilométere után ki is lép a lakott területek közül. Érdekesség, hogy ezt követően az út ismét csaknem fél kilométeren át egy bőséges és értékes élővilágú holtág nyomvonalát kíséri; kilátótorony ezen a szakaszon nincs, de az út itt már magasabban húzódik, mint a holtág medre és több ponton is van lehetőség rálátni a fajgazdag élőhelyre közvetlenül az úttest mellől is.
8,5 kilométer megtétele után lép az út Balsa határai közé, e községet kevéssel a kilencedik kilométere előtt éri el, ahol a központig ismét a Szabolcs vezér utca, onnan keletre a Rákóczi utca nevet viseli. 10,7 kilométer után éri el a Nyírvidéki Kisvasút 118-as számú vonala egykori vasútállomásának térségét, ugyanott még felismerhető a hajdan a balsai Tisza-híd felé folytatódó vágányok közútkeresztezésének helye is. A síneket átszelve el is hagyja a belterületet, sőt néhány lépés után a falu határát is: alig száz méterrel arrébb már gávavencsellői területen ágazik ki belőle észak felé az a számozatlan, alsóbbrendű út, amelyen az 1944-ben felrobbantott híd bal parti hídfőjének maradványai megközelíthetők.
Nagyjából 11,5 kilométer után éri el Gávavencsellő Vencsellő településrészének nyugati szélét, ahol Kápolna utca lesz a neve, kelet felé haladva, de pár száz méter után délnek fordul, Toldi Miklós utca néven. Kevesebb, mint 400 méter után visszatér a keleti irányhoz, Dózsa György utca néven, így halad végig Vencsellő, majd – Petőfi utca néven – Gáva központján is. 14,5 kilométer után kiágazik belőle észak felé a 38 311-es számú mellékút – ez a kisvasút egykori gávai állomását szolgálta ki –, utána pedig kissé délebbnek fordul. Már mintegy 16,2 kilométer megtételén jár túl, amikor elhagyja Gáva legkeletebbi fekvéső házait.
A 17. kilométere táján szeli át Tiszabercel határát, de e községnek épp csak a legdélebbi peremét érinti. 18,5 kilométer után egy számozatlan önkormányzati út ágazik ki belőle észak felé – ezen a nyugati falurész, az egykori Tiszabercel-Vásártér megállóhely környéke érhető el –, majd 19,8 kilométer után keresztezi a 3823-as utat – ez vezet be Tiszabercel központjába, de ez köti össze a községet a megyeszékhely, Nyíregyháza térségével is.
20,1 kilométer után átlép Paszab területére, de ennek a falunak is inkább csak a déli részét érinti (bár még így is többet lát belőle, mint Tiszabercelből). 21,2 kilométer után, e község belterületének déli részén lép ki belőle északi irányban az imént már említett 3823-as út, majd keresztezi az egykori vasúti nyomvonalat; belterületi szakasza Paszab határai között a Gilányi utca nevet viseli.
Már kevéssel a 22. kilométere után ibrányi területre ér, de a kisváros lakott területeit csak a 23. kilométere táján érinti először, ahol Csúr településrész déli széle mellett halad el. A 24+650-es kilométerszelvénye közelében egy körforgalmú csomóponton halad át – ott a 38 031-es számú mellékút ágazik ki belőle északnak, Nagyerdő településrész felé –, a központban, a 25+450-es kilométerszelvénye táján pedig dél felé ágazik ki belőle a 38 149-es számú mellékút, mely Ibrány-Nagytanyára vezet. A belterület északi szélén húzódik, Rozmaring utca néven, 26,8 kilométer után pedig – szinte észrevétlenül – átlép Nagyhalász határai közé. E település központjában ér véget, Ibrányi utca néven, betorkollva a 3834-es útba, annak majdnem pontosan a 20. kilométerénél lévő körforgalomba.
Teljes hossza, az országos közutak nyilvántartását hivatott kira.kozut.hu adatbázisa szerint 28,435 kilométer.

## Története
1934-ben a kereskedelem- és közlekedésügyi miniszter 70 846/1934. számú rendelete a Nagyhalász és a balsai Tisza-híd térsége közti szakaszát harmadrendű főúttá nyilvánította, a Nagyhalásztól Olaszliszkáig vezető 351-es főút részeként. (Jelentősebb eltérés a korabeli és a jelenkori nyomvonal között az volt, hogy a régi főút áthaladt Tiszabercel központján is.) A döntés annak ellenére született meg, hogy az útvonal (a rendelet alapján 1937-ben készült közlekedési térkép tanúsága szerint) a Tisza-híd térségében, illetve bodrogközi szakaszának egy részén még kiépítetlen volt.